# Lanslebourg-Mont-Cenis
Lanslebourg-Mont-Cenis (früher italienisch Lansleborgo) ist eine Commune déléguée mit 620 Einwohnern (Stand 1. Januar 2022) in der Gemeinde Val-Cenis im Département Savoie in der Region Auvergne-Rhône-Alpes. Sie war Teil des Arrondissements Saint-Jean-de-Maurienne und des Kantons Modane und zuvor Hauptort des Kantons Lanslebourg-Mont-Cenis. Die Einwohner werden Languérins genannt.
Mit Wirkung vom 1. Januar 2017 wurden die ehemaligen Gemeinden Bramans, Lanslebourg-Mont-Cenis, Lanslevillard, Sollières-Sardières und Termignon zur Commune nouvelle Val-Cenis zusammengelegt.

## Geographie
Lanslebourg-Mont-Cenis liegt in den französischen Alpen am Col du Mont Cenis, an der ehemaligen Fernstraße von Paris nach Mailand sowie an der Route des Grandes Alpes auf einer Höhe von ca. 1300 m an der Einmündung des Doron de Termignon in den Fluss Arc. Ein Teil des Gebietes liegt im Nationalpark Vanoise.

## Bevölkerungsentwicklung
| Jahr                      | 1962 | 1968  | 1975 | 1982 | 1990 | 1999 | 2006 | 2013 | 2021 |
| Einwohner                 | 570  | 1.034 | 526  | 552  | 647  | 640  | 589  | 637  | 619  |
| Quelle: Cassini und INSEE |      |       |      |      |      |      |      |      |      |

## Gemeindepartnerschaften
Mit der französischen Gemeinde Le Folgoët im Département Finistère (Bretagne) und der italienischen Gemeinde Villar Dora im Piémont bestehen Partnerschaften.